# Sebastià de Luxemburg
El príncep Sebastià Enric Maria Guillem de Luxemburg (Ciutat de Luxemburg, 16 d'abril de 1992) és un aristòcrata luxemburguès, el cinquè i més jove dels fills del Gran Duc Enric i la Gran Duquessa Maria Teresa de Luxemburg.
El príncep Sebastià té quatre germans: el príncep hereu Guillem (qui és el seu padrí, juntament amb la princesa Àstrid de Bèlgica), el príncep Fèlix, el príncep Lluís i la princesa Alexandra. Actualment és el cinquè en la línia successòria al tron de Luxemburg, després de dos germans, la neboda i la germana; el príncep Lluís va renunciar als seus drets al tron i als dels seus fills.
El príncep Sebastià va assistir a classe a Le Rosey, a la St. George's International School de Luxemburg, a la Summer Fields School, a l'Ampleforth College i a l'Escola Internacional de Luxemburg, abans de matricular-se a la Universitat Franciscana de Steubenville, a Ohio. En el transcurs del seu pas per Steubenville, el príncep Sebastià fou membre de l'equip de rugbi de la universitat, on hi estudia màrqueting i negoci internacional. Es va graduar el maig de 2015.

## Títols
- 16 d'abril de 1992 – actualitat: S'Altesa Reial Príncep Sebastià de Luxemburg, Príncep de Nassau[3]

## Honors
- Cavaller de l'Orde del Lleó d'Or de la Casa de Nassau (per naixement)[4][5]
- Gran Creu de l'Orde d'Adolf de Nassau (per naixement, als 18 anys)[6]